# Hryhorij Komar

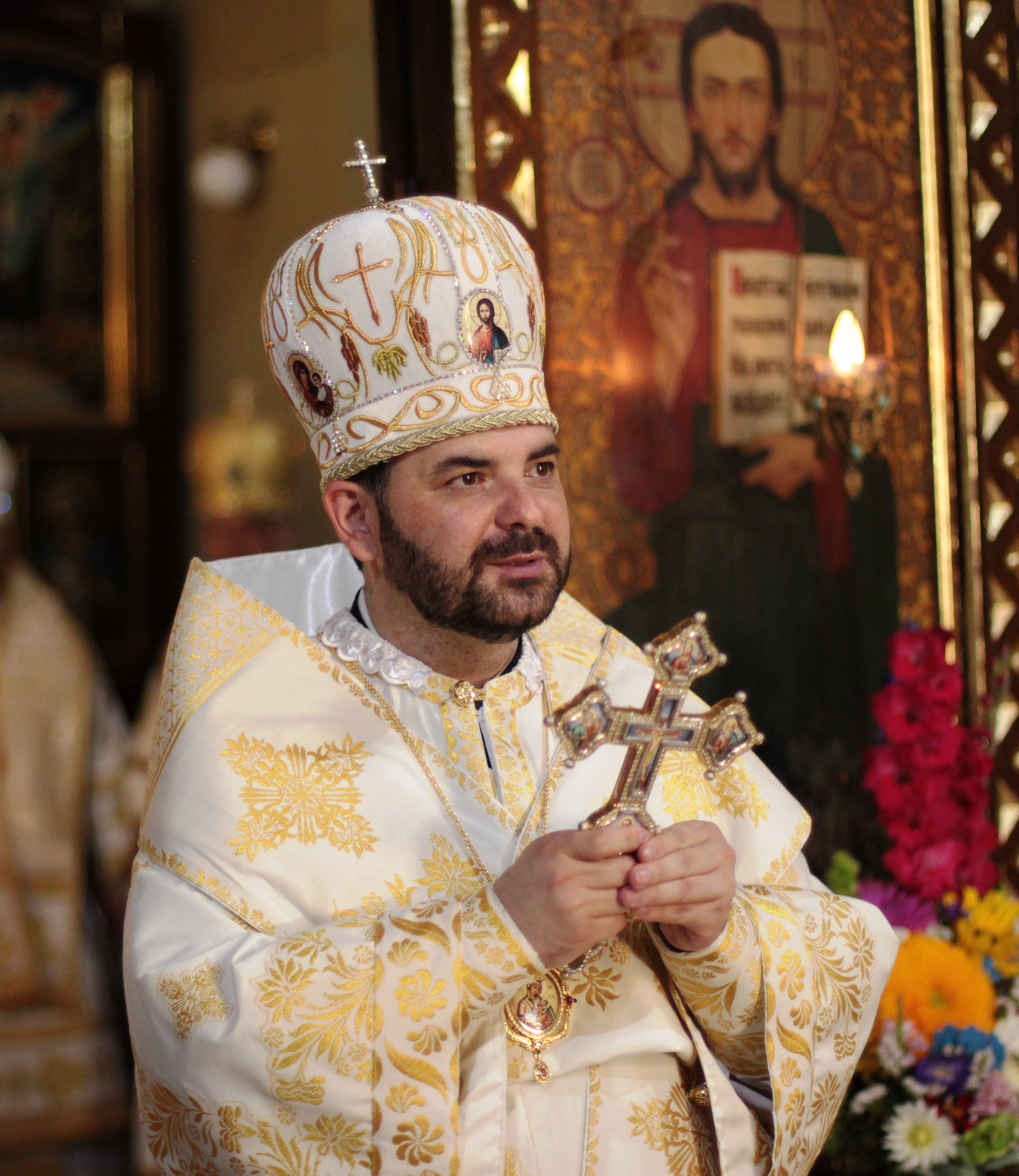
Hryhorij Komar (2014)

Hryhorij Komar (ukrainisch Григорій Комар; * 19. Juni 1976 in Letnja, Ukrainische SSR) ist ein ukrainisch griechisch-katholischer Geistlicher und Apostolischer Administrator des Apostolischen Exarchats Italien. 

## Leben
Hryhorij Komar empfing er am 22. April 2001 das Sakrament der Priesterweihe für die Eparchie Sambir-Drohobytsch.
Die Bischofssynode der ukrainisch-katholischen Kirche wählte ihn zum Weihbischof der Eparchie Sambir-Drohobytsch. Am 25. Juni 2014 bestätigte Papst Franziskus die Wahl und ernannte ihn zum Titularbischof von Acci. Die Bischofsweihe spendete ihm der Großerzbischof von Kiew-Halytsch, Swjatoslaw Schewtschuk, am 22. August desselben Jahres. Mitkonsekratoren waren der Erzbischof von Lemberg, Ihor Wosnjak CSsR, und der Bischof von Sambir-Drohobytsch, Jarosław Pryriz CSsR.
Am 7. März 2025 bestellte ihn Papst Franziskus zum Apostolischen Administrator des Apostolischen Exarchats Italien.